# Caterina Sforza, la leonessa di Romagna
Caterina Sforza, la leonessa di Romagna è un film del 1959 diretto da Giorgio Walter Chili. Si tratta dell'ultimo film diretto da Chili e l'unico da lui realizzato a colori. 
La pellicola è basata su fatti storici reali, ma gli sceneggiatori hanno dovuto necessariamente romanzare alcuni avvenimenti e alcuni personaggi, creando talvolta degli anacronismi.

## Trama
Firenze, 1509. Caterina Sforza, ormai prossima a morire, si è ritirata nel convento delle Murate negli ultimi anni. Suo figlio Giovanni giunge ancora in tempo per darle conforto prima che esali l'ultimo respiro. La donna ricorda al figlio i fatti più salienti della sua vita avventurosa.
Il 26 dicembre 1476, davanti alla Basilica di Santo Stefano a Milano, suo padre Galeazzo Sforza venne ucciso; l'anno dopo, Caterina andò in sposa al conte Girolamo Riario, signore di Imola e di Forlì, da cui ebbe cinque figli. Con il suo senso della giustizia seppe opporsi ai metodi impopolari del marito e alle sue aumentate pretese di tributi, conquistandosi il benvolere del popolo e, quando Girolamo cadde vittima di una congiura ordita dai fratelli Orsi, seppe anche volgere la situazione a proprio favore, chiedendo aiuto a Milano e ottenendo la reggenza di Forlì in nome del figlio primogenito Ottaviano, ancora minore.
Rimasta vedova, Caterina sposò in segreto il ventenne Giacomo il quale, avendo col tempo acquisito un potere smisurato, dopo sette anni cadde vittima di un'altra congiura alla quale partecipò anche lo stesso Ottaviano. Il terzo marito di Caterina fu Giovanni de' Medici e da questo matrimonio nacque Giovanni, ultimo figlio di Caterina. Nel frattempo, Cesare Borgia aveva proposto di dare in sposa a Ottaviano sua sorella Lucrezia, ma Caterina si oppose, provocando lo scoppio di una guerra. Asserragliatasi in una rocca, dopo un lungo assedio durante il quale morì Giovanni de' Medici, Caterina dovette arrendersi e subire le imposizioni del Borgia, ma riuscì a mettere in salvo i suoi figli. 
L'ultimo figlio, Giovanni, essendo venuto a sapere che sua madre sta per morire, si precipita al convento e raccoglie le sue ultime volontà. Da adulto diventerà il celebre condottiero conosciuto nella storia con il nome di Giovanni delle Bande Nere.

## Produzione
Le riprese del film si svolsero negli studi romani della Titanus tra marzo e aprile del 1959.
Tra gli interpreti minori della pellicola figura anche Raffaella Carrà, accreditata nei titoli con il suo vero nome, Raffaella Pelloni.
Il ruolo di Caterina Sforza da ragazza è interpretato da Esperia Pieralisi, sorella minore di Virna Lisi.

## Distribuzione
Il film venne distribuito nelle sale cinematografiche italiane il 30 giugno del 1959.
Venne poi distribuito anche in Francia, l'8 marzo del 1961 con il titolo Seule contre les Borgia, ed in Spagna, dove venne editato con il titolo Caterina Sforza, la castellana indomable.